# 借荆州
借荆州是東漢時赤壁之戰後的歷史事件，主要指對荊州南郡、長沙郡、武陵郡、桂陽郡、零陵郡的爭議。劉備向孫權提出要求都督荊州，吳人稱為借荊州幾個郡，魯肅成功勸說孫權借地給劉備。劉備攻佔益州後，孫權派人索要長沙郡、零陵郡、桂陽郡三郡，無果，於是發兵攻佔三郡，當時聽聞曹操有意攻打漢中，劉備擔心失益州，派使者向孫權求和，最終雙方劃分湘水為界平分荊州。事件亦引伸至後來關羽失荊州及夷陵之戰。

## 背景
赤壁之戰後，孫權與劉備的聯軍乘勝追擊，歷時一年終將曹仁等人驅離江陵， 使曹操軍退守南陽郡、章陵郡及襄陽，孫劉聯軍奪取荊州其餘土地，孫權與劉備分別佔領南郡及荊南四郡部份土地；戰後，東吳周瑜親任荊州治所南郡之太守，劉琦去世後，羣下推劉備為荊州牧，率本部兵馬在長江南岸的油江口立營，改名公安。

## 借地
後來劉備以周瑜分給他的土地少，不足以容納部眾，於是親自到京口去見孫權，請求放權將荊州交給他管理，但因周瑜以劉備難久為人用以及以荊州为跳板进取益州，因此上書反對並建議軟禁劉備，呂範也贊同，最終孫權沒借出其在荊州的土地，也沒有軟禁劉備。
翌年（210年），周瑜病故，鲁肅繼任領兵，魯肅認為如果借地給劉備，讓他全權管轄荊州，等於為曹操樹立一個敵人，也能分散東吳在江淮間與曹操對峙的壓力。魯肅的分析說服了孫權，於是孫劉聯盟遂得以鞏固。而南郡及荊南的一部分也一并转属于刘备。曹操聽聞孫權將土地借給劉備後，驚得連筆都掉在地上了。
周瑜、甘寧曾勸孫權攻取益州。孫權邀劉備共同進軍，但劉備欲獨自取蜀，報稱不忍心攻宗室劉璋，并以自己在沔口的驻军阻止孙权军入蜀。後來劉備西奪益州，雙方始生狐疑，孙权虽曾派吕岱、尹异入蜀，但中途以为刘备必败而撤军，而法正曾認為孫權想要「遣弟及李异、甘宁等为其后继」助刘备取蜀的计划也没能实施，期间孫權趁劉備入蜀派大船遣人接孫夫人，孫夫人试图將刘备子刘禅帶走，被赵云、张飞阻止。

## 借地爭議
雖然《先主傳》記載赤壁之戰後，劉備征伐荊南，武陵、長沙、桂陽、零陵太守投降劉備，及周瑜攻破南郡江陵，但按《三國志》多個傳記載，荊南四郡及南郡在借地前劉備及孫權均分別擁有部份控制。
諸葛亮於零陵、桂陽、長沙三郡徵收賦稅。
武陵郡：黃蓋擔任武陵太守。 （黃蓋死於公元215年或更早，故只能於借地前擔任武陵太守。） 周泰屯兵武陵涔水。
長沙郡：黃蓋於長沙益陽討山賊。 周瑜奉邑下雋、漢昌、瀏陽於長沙境內。
桂陽郡：趙雲代桂陽太守。 全柔徒桂陽太守。
零陵郡：蔣欽在東冶五縣之亂後奉邑昭陽為零陵境內。步騭領兵於零陵入交州。
南郡：南郡太守周瑜分南郡南岸給劉備。
借地後，孫權除保留長沙郡北部改劃為漢昌郡外，其餘數郡均為劉備所有。

## 討荊州

### 奪三郡
建安二十年（215年），劉備已經奪得益州，孫權派諸葛瑾向劉備索求長沙、零陵、桂陽三郡，劉備説：「等我取得涼州後，一定將荊州送給你方。」孫權認為此是劉備推託之辭，於是任命長沙、零陵、桂陽三郡長吏，但都被關羽驅逐。孫權大怒之下，派呂蒙率二萬軍馬奪取三郡。长沙、桂阳都投降，只有零陵太守郝普抵抗。长沙郡的四个县诈降孙权后重新起兵，刘备也亲自出兵配合关羽争夺。孙权命令吕蒙放弃攻打零陵郡，但吕蒙隐瞒孙权的命令，以假消息誘騙得郝普投降，从而夺取了零陵郡。
呂蒙攻下三郡後，魯肅和關羽會談，會談中魯肅斥責關羽說我們誠心將土地借給你們，是因為你們長阪兵敗又從遠方而來也沒有立足的資本。現在你們已得到益州，既沒打算還，只求三郡，又不願意。話還沒講完，在座有人插話說土地只有具備仁德的人才配擁有，魯肅厲聲叱喝，言語和臉色都很嚴厲。關羽拿刀起身説：「這個是我們國家的事情，此人如何能理解！」並用眼神示意他離開。东吴方面的记载则是关羽认为刘备在赤壁之战中出力应该得到荆州部分地盘，却被鲁肃驳斥得无言以对。

### 湘水之盟
由於當時曹操打算攻打漢中，劉備擔心失益州，派使者向孫權求和。孫權派諸葛瑾答覆劉備，雙方和好，孫權讓出零陵郡，以湘水為界，於是，長沙、江夏、桂陽以東屬孫權，南郡、零陵、武陵以西屬劉備。

### 後續爭奪
孙权派人找關羽說媒，被关羽拒绝。
219年，關羽北攻樊城，孫權忌惮关羽势力强大，十月，暗通曹操表示愿意联合，愿意袭击关羽，曹操也许诺割让襄阳等地作为报答；大都督吕蒙称病由陆逊代任，陆逊写信麻痹关羽，诱使关羽调动更多守军北伐。随后闰十月关羽因军粮短缺擅取湘关米，此事和关羽拒婚一样成为了后来孙权袭击关羽的借口。吕蒙趁機「白衣渡江」偷襲，因关羽手下公安、南郡守将士仁、麋芳叛变而奪得南郡、零陵、武陵三郡，并听了虞翻的建议，挫败了江陵城中的伏兵。虽然曹操为了振奋士气及让关羽解襄樊之围，故意违背对孙权的承诺将吕蒙袭南郡泄露出去，但关羽以为襄樊即将攻克，又自信南郡、公安守御坚固，因此没有相信，孙权又袭击关羽辎重，迫使关羽退兵。吕蒙以攻心之策，令关羽军心崩溃，关羽最终败亡（麦城之战）。221年，劉孫雙方爆發夷陵之戰，孫權再勝，從此雙方再無大戰。
东吴史学家韦昭曾作鼓吹曲《关背德》，责关羽背弃两家盟好，赞孙权英明，任用吕蒙，夺回荆州，擒杀关羽：
关背德，作鸱张。割我邑城，图不祥。称兵北伐，围樊、襄阳。嗟臂大於股，将受其殃。巍巍夫圣主，睿德与玄通。与玄通，亲任吕蒙。泛舟洪泛池，溯涉长江。神武一何桓桓，声烈正与风翔。历抚江安城，大据郢邦。虏羽授首，百蛮咸来同，盛哉无比隆。

## 雙方荊州戰略的本質
劉備一方以諸葛亮《隆中對》為基礎，需要佔據荊、益二州，實現兩路北伐，復興漢室。
孫權一方以魯肅《榻上策》為基礎，認為漢室不能復興，需要佔據荊、揚二州，實現霸業。
故此，荊州成為兩家必爭之地，最終分裂，直至劉備去世後重修盟好。

## 郡名更變
建安十三年 (208年)，劉琮投降，曹操將南郡以北分為襄陽郡，南郡枝江以西分為臨江郡。
建安十五年 (210年)，劉備借地後，改臨江郡再劃分為宜都郡。孫權劃長沙北部為漢昌郡。

## 三國演義
魯肅一開始以「操引百萬之眾，名下江南，實欲來圖皇叔；幸得東吳殺退曹兵，救了皇叔，所有荊州九郡，合當歸於東吳。今皇叔用詭計，奪占荊襄，使江東空費錢糧軍馬，而皇叔安受其利，恐於理未順」為由索要荊州，諸葛亮以劉琦健在而沒還荊州。
後來劉琦去世，魯肅再次討要荊州，未能取得，周瑜計以孫權之妹招親當誘餌，打算騙劉備過江後逼還荊州，最後劉備娶得孫權之妹為妻，還安全地返回荊州。
孫權以張昭之計，謊稱吳國太生病，誘騙孫夫人帶劉禪過江為人質，以此換荊州，也因赵云、张飞阻拦未能成功。此事在《云别传》有记载原型。

### 歇後語
《三國演義》闡述劉備借荊州一事，虛構內容而產生了劉備未歸還土地的假象，衍生出歇後語，劉備借荊州——有借無還、一去無回頭。

## 後世評論
唐庚闡述漢朝時荊州之地有七郡，劉表去世後，南陽為曹操所有，而荊州獨有南郡、江夏、武陵、長沙、桂陽、零陵（其中南郡和江夏也被曹操占领一部分）。劉備之南奔，劉琦以江夏歸附劉備，其後四郡相繼歸附，於是劉備有武陵、長沙、桂陽、零陵之地。曹仁退軍後，關羽、周瑜錯處南郡，而劉備領荊州牧，居公安，六郡之地，劉備已悉據之矣。其所謂借，猶如韓信贏得濰水之戰後要做「假齊王」。　
趙翼認為借荊州都出自吳人事後的言論，不足採信，他認為「借」就是將本來是自己的東西暫時給他人使用，而荊州本來就是劉表的，並非孫權之地。引用《諸葛亮傳》、《山陽公載記》、《吳志》等證明赤壁之戰時劉備軍功勞不輸孫權軍，並沒有坐享其成，赤壁之戰後，劉表之長子劉琦尚在江夏，劉備表劉琦為荊州刺史，孫權也沒有任何異議，因劉琦本為荊州主人。《先主傳》記載劉備又南征四郡，武陵郡、長沙郡、桂陽郡、零陵郡皆降。劉琦去世後，劉備在眾將推舉下成為荊州牧，《諸葛亮傳》記載劉備即遣諸葛亮督零陵、桂陽、長沙三郡，收租賦，充實軍力。《關羽傳》記載關羽被任命為襄陽太守、蕩寇將軍，駐軍在江北。《張飛傳》記載張飛被任命為宜都太守、征虜將軍駐軍在南郡。《趙雲傳》記載趙雲被任命為偏將軍領桂陽太守。遣將分駐要地，都由劉備所指揮，一開始沒和孫權說明，因為荊州本來就不是孫權的地，因此劉備不需要和孫權稟報，孫權也沒來阻攔劉備。直到三分之勢成型後，吳人認為赤壁之戰是藉孫權兵力，覺得荊州應該歸他們所有，於是才開始有借荊州之說，反過想當初孫劉聯合拒曹的時候，劉備雖然有向孫權求援，孫權不也有求於劉備？孫權當時只打算救自身的存亡，哪有拿下荊州的想法呢？就如同《魯肅傳》所記載，關羽對魯肅說「烏林之役，劉備就連睡覺的時候也沒脫下靴子，與孫權共同努力破曹，豈能徒勞而沒得到任何土地呢？」這即是無法改變的論證，後來雙方以湘水為界劃分荊州，也算公允，吳人卻趁關羽北伐，偷襲荊州而整個取之，反捏造「借荊州」一說，來增加佔有荊州的合法性，這些都是東吳君臣的狡辯。但是借荊州卻流傳至今，成為議題，說法完全被採信牢不可破。而且變成都是蜀國的錯，這都是不經查證才有的言論。 
呂思勉在《中國大歷史》中認可趙翼的說法，認為俗傳借荊州一語說荊州是孫權借給劉備的這句話毫無根據。在《三國史話》中直言「俗話有借荊州之說，說荊州是孫權的，後來借給劉備，這話是胡說的。」
盧弼認為孫權任劉備自取荊州數郡，而沒有任何阻攔，無異是假借的說詞，才導致後來各執一說。
王懋竑認為《江表傳》所說的「以地給備」及「劉備借荊州數郡」的言論都是傳聞之妄而不足採信。
柏楊言「所謂借荊州，只是把長江以北及長江三峽以東一帶的土地借給劉備，使他能夠從漢水流域，正面對抗中央政府轄地。至於原屬荊州的陸口、漢昌、夏口一帶，因為是孫權基地的門戶，所以仍牢牢把手，沒有借出，除此之外，便只有對劉備管治長江以南四郡的承認，但四郡早已歸降劉備，也不在借之列。」:4338
易中天提出「劉備並沒有要整個荊州。他要不了，孫權也給不了。南陽和南郡的一部分在曹操手上」，認為「劉備借的只是南郡，而且只是南郡的一部分，即江陵，所以，這不叫借荊州」，也覺得不能叫做借江陵，引用了趙翼的說法，點出「按照繼承關係，荊州該是劉備的，江陵和南郡當然也是。只不過江陵被周瑜佔著，得去討要而已，因此，《資治通鑑》就不說『從權借荊州數郡』，而使用『求都督荊州』的說法」，「劉備要江陵，只能說是索荊州。」:114-115
黎東方認為所謂借荆州實為借江陵，更精確來說是借油江口，認為孫權不甘心且兩度為了這荊州幾郡的地盤與劉備失和。事後，他自己或他下面的文人就造出一段“借荊州”的虛構故事來。

## 《三國志》《華陽國志》等史書記載
後世史學家有「借南郡」、「借江陵」、「借油江口」之說，但史書所記載該過程均是以「荊州」或「荊州數郡」。劉備從未稱都督荊州為「借」荊州，也未稱贈送荊州為「還」，可見雙方對於荊州最終歸屬權理解從一開始就存在分歧。
《三國志‧魯肅傳》：後備詣京見權，求都督荊州，惟肅勸權借之，共拒曹公。
《三國志‧先主傳》：孫權以先主已得益州，使使報欲得荊州。先主言：「須得涼州，當以荊州相與。」
《三國志‧吳主傳》：是歲劉備定蜀。權以備已得益州，令諸葛瑾從求荊州諸郡。備不許，曰：「吾方圖涼州，涼州定，乃盡以荊州與吳耳。」
裴松之引《江表傳》：備以瑜所給地少，不足以安民，後從權借荊州數郡。
裴松之引《漢晉春秋》：初臨荊州，恩信未洽，宜以借備，使撫安之。
《華陽國志》：二十年，孫權使報先主，欲得荊州。先主報曰：「吾方圖涼州。涼州定，以荊州相與。」
《資治通鑑》：備以周瑜所給地少，不足以容其衆，乃自詣京見孫權，求都督荊州。
《建康實錄》：十四年，權居京口，劉備詣京口見權，求荊州。
《晉書‧地理志》：及敗於赤壁，南郡以南屬吳，吳後遂與蜀分荊州。

## 外部連結
- 《廿二史劄記·借荊州之非》 （页面存档备份，存于）